# Ы̆
Ы̆, ы̆(Yery with breve)는 키릴 문자의 하나이다.
이 문자는 옛 마리어와 모르드바어의 목샤 방언에서 사용된다.

## 같이 보기
- 유니코드의 키릴 문자